# 西北日報
《西北日報》是發行於中華民國陝西省西安市的機關報。由陝西督軍陳樹藩創辦於1919年10月，其前身是《長安日報》。社址設於西安五岳廟門。1920年9月停刊。